# Attaque de la mosquée de Finsbury Park à Londres
L'attaque de la mosquée de Finsbury Park à Londres est une attaque à la voiture-bélier, menée avec une camionnette, ayant eu lieu dans la nuit du 18 au 19 juin 2017 à Londres.
Elle visait des hommes rassemblés devant la mosquée de Finsbury Park à Londres et a été causée par des motivations islamophobes. Le conducteur, Darren Osborne, a été stoppé par des passants et remis à la police. L'attentat a causé un mort et dix blessés.

## Contexte
Cette attaque a lieu quelques semaines après que le Royaume-Uni a été touchée par trois attentats djihadistes menés par l’État islamique, durant la campagne des élections législatives de début juin 2017. Deux d'entre-eux, celui de Westminster et celui de Londres, ont également été menés à la voiture-bélier. À la suite de ces attaques, en particulier de celle de Westminster, une hausse de 40 % des actes racistes a été observée à Londres,,, et les actes anti-musulmans ont été multipliés par cinq,.
L'attaque a eu lieu tout près de la mosquée de Finsbury Park, dans le nord-est de la capitale britannique et connue, au début des années 2000, pour avoir été un haut lieu des militants islamistes de Londres. La direction de la mosquée avait depuis changé mais des lettres de menaces avaient été reçues après les attentats à Paris en novembre 2015.

## Déroulement
Dans la nuit du 18 au 19 juin 2017, des musulmans se rassemblent dans la mosquée de Finsbury Park pour un service religieux après l'iftar, le repas marquant la fin d'une journée de jeûne au cours du mois de ramadan. Alors qu'ils se dispersaient à la fin de la prière, Makram Ali, un homme de 51 ans, fait un malaise et s'effondre, à 300 mètres de la mosquée. À 0 h 20, heure locale, un homme au volant d'une camionnette blanche fonce sur le groupe de personnes qui s'était rassemblé pour tenter de ranimer M. Ali, et les percute. Certaines victimes sont traînées sur plusieurs mètres. À ce moment, des témoins auraient entendu le conducteur crier « Tous les musulmans ! Je veux tuer tous les musulmans,,, ! ».
Le véhicule est stoppé et le conducteur, Darren Osborne, en est extirpé par des passants. Ils le plaquent au sol et le maîtrisent pendant quelques minutes. L'imam de la mosquée de Finsbury Park, Mohammed Mahmoud, parvient à dissuader la foule de lyncher Osborne. Lorsque la police arrive et arrête le terroriste, ce dernier aurait levé les bras en signe de victoire en entrant dans le fourgon de la police.

## Bilan
L'attentat a provoqué un mort : Makram Ali (bengalo-britannique, père de six enfants et grand-père de deux petits-enfants). L'homme avait fait un malaise et les efforts pour le réanimer ont été interrompus par l'attaque. Il y a également dix blessés : huit doivent être hospitalisés, et deux ont pu être soignés sur place,. Toutes les victimes sont de confession musulmane.

## Profil de l'assaillant
Selon la BBC, l'assaillant aurait été identifié comme étant Darren Osborne, 47 ans, un père de famille de quatre enfants résidant à Cardiff au Pays de Galles et né à Weston-super-Mare sur la côte anglaise (ouest),. Il s'était séparé de sa compagne deux semaines plus tôt et vivait dans une tente dans les bois depuis. Il était officiellement au chômage, mais selon sa mère il achetait et vendait des voitures de manière informelle. Les personnes qui le connaissaient à l'époque où il vivait à Weston-super-Mare décrivent quelqu'un d'aimable quand il était sobre, mais alcoolique et violent lorsqu'il était ivre. A Cardiff, il était décrit par le voisinage comme étant serviable, mais instable et agressif.
Il aurait agi au nom de motivations islamophobes,,. Ses connaissances - y compris ses voisins qui étaient de confession musulmane - disent ne pas avoir entendu Darren Osborne proférer de propos à tendance politique ou raciste pendant longtemps. Cependant, trois jours avant l'attaque, il avait insulté le fils d'une de ses voisines convertie à l'islam. Puis il avait insulté la fille de cette dernière le lendemain. Et la veille de l'attentat, il avait été expulsé du pub Phil Henry par le propriétaire des lieux, car il y hurlait des propos islamophobes dont des menaces de mort à l'encontre des musulmans.
Darren Osborne n'était pas connu des services de police.
Lors de sa mise en examen, le parquet le décrit comme une personne « animée par des opinions politiques extrêmes et une haine personnelle des musulmans» et estime qu'il a «agi pour tuer, mutiler, blesser et terrifier autant de personnes que possible ».

## Suites judiciaires
Darren Osborne est arrêté au motif d'avoir « commis, préparé ou incité à un acte de terrorisme, y compris le meurtre et la tentative de meurtre »,, est gardé en détention pour terrorisme, et est inculpé pour tentative de meurtre. Une perquisition est menée dans son domicile à Cardiff.
Scotland Yard charge son unité anti-terroriste de l'enquête. L'unité conclut qu'Osborne a agi seul.
Le 23 juin, D. Osborne est mis en examen pour «meurtre en lien avec le terrorisme». Le 27 juin, il comparaît une première fois devant les juges du Old Bailey, via vidéo-conférence, depuis la prison de Belmarsh. Il est accusé d'avoir commis un meurtre en lien avec le terrorisme - celui de Makram Ali - et de multiples tentatives de meurtres. Une deuxième comparution était prévue pour le 20 juillet 2017, face au juge anti-terroriste Holroyd. Lors de cette deuxième comparution, qui se déroule dans les mêmes conditions que la première, le juge Holroyd fixe une première audition pour novembre 2017. Et il prévoit le procès pour le 22 janvier 2018, au Old Bailey. D'ici-là, Osborne reste en détention préventive.
Le 1er février 2018, le verdict est rendu. A l'énoncé du verdict, la juge Bobbie Chema-Grubb affirme qu'« Il s'agissait d'une attaque terroriste. Vous avez cherché à tuer », qu'Osborne s'était « rapidement radicalisé » et qu'il a agi seul. Il est reconnu coupable de meurtre et tentatives de meurtre. Osborne est donc condamné à la peine de prison à perpétuité, assortie d'une période de sûreté de 43 ans.

## Réactions

### Réactions nationales

#### Personnalités politiques
- Le maire de Londres, Sadiq Khan, dénonce dans un communiqué une « attaque terroriste horrible » qui a visé « délibérément d’innocents Londoniens dont beaucoup qui finissaient de prier en ce mois saint de ramadan ». « Comme lors des terribles attaques de Manchester, de Westminster et du London Bridge, il s'agit d'une attaque commise contre nos valeurs communes de tolérance, de liberté et de respect »[8].
- La Première Ministre, Theresa May, dénonce une attaque écœurante et déclare à la presse : « Ce matin, notre pays s'est réveillé en apprenant une nouvelle attaque dans les rues de notre capitale, la deuxième ce mois-ci, tout aussi écœurante que les précédentes. (...) C'est une attaque qui a une fois de plus visé des gens ordinaires et des innocents (...), cette fois des musulmans britanniques qui quittaient la mosquée après leurs prières ». [Cette attaque] « nous rappelle que le terrorisme, l'extrémisme et la haine prennent de nombreuses formes, et notre détermination à les combattre quel que soit le responsable »[2] .
- Le leader de l'Opposition et du Parti travailliste, Jeremy Corbyn, également député de la circonscription dans laquelle a eu lieu l'attentat, se rend en même temps sur place et déclare « We are the voice of Love ; one love »[2] devant les fidèles musulmans de la mosquée et les juifs venus en signe de solidarité[2].
- Tommy Robinson , cofondateur et ancien dirigeant du groupe d'extrême-droite English Defence League , estime que cet attentat est une "vengeance" à la suite de celui de Londres[3] .

#### Réactions religieuses
- Le rabbin orthodoxe Herschel Gluck se rend à la mosquée de Finbursky Park, accompagné par d'autres juifs orthodoxes, pour témoigner de leur solidarité[8].
- Le Conseil musulman du Royaume-Uni (MCB), organisation représentative des musulmans britanniques, a déploré que «  ces derniers semaines et mois, les musulmans ont enduré beaucoup d'actes d'islamophobie  »[6],[8] .
- Les organisations musulmanes Ramadhan Foundation et Cage, spécialisée dans la défense des droits de l'Homme, ont également dénoncé cette attaque et «  la hausse rampante de l'islamophobie  », en appelant «  au calme  »[6] .
- Le lendemain de l'attentat, Mohammed Kozbar, le président de la mosquée, déclare à l'AFP : "Nous étions plus de 700 ici hier soir, sur cette place, pour une veillée. Ceux qui ont monté cette attaque ont tenté de nous diviser, de répandre la haine entre les communautés. Ils ont échoué. Tous les extrémistes, d'où qu'ils viennent, ne sont que de petites minorités"[3] .

### Réactions internationales
- L'institut sunnite mosquée Al-Azhar, l'une des plus hautes autorités sunnites, installée en Égypte, a fait part dans un communiqué de « son rejet catégorique de cet acte terroriste et raciste » et a également appelé « les pays occidentaux à prendre toutes les mesures préventives pour limiter l’islamophobie et empêcher de tels actes de se reproduire »[8].

### Réseaux sociaux
Sur les réseaux sociaux, beaucoup de personnes rendent hommage à Mohammed Mahmoud, l'imam de la mosquée, qui s'est interposé pour éviter qu'Osborne ne soit lynché par la foule. L'écrivaine J. K. Rowling twitte : « La décence et le courage extraordinaire m'ont fait pleurer ce matin. J'espère que cet imam obtiendra la reconnaissance méritée ».